# Въоръжени сили на Екваториална Гвинея
Националната гвардия на Екваториална Гвинея се състои от Армия, Въздушно крило и Брегова охрана. Полицията и жандармерията са полувоенни формирования. Войниците са обучени зле, а поддръжката на въоръжението е неадеквана. Основните оръжия са автомати „Калашников“, РПГ-та и миномети. Старите съветски бронирани коли и транспортни камиони са извън строя. Въздуното крило разполага с няколко вертолета Ми-24 и транспортни самолети, които в повечето случаи се пилотират от наемници-чужденци.
През 1988 година САЩ даряват патрулна лодка за охрана на остров Биоко, която днес е изведена от експлоатация. В последно време приходите от петрол позволиха на страната да закупи артилерийски оръдия от Китай и катери от Украйна.
През януари 2006 товарен кораб, плаващ под флага на Сент Китс и Невис, спира на пристанище в Екваториална Гвинея. Товарът на кораба се състои от бронирани джипове и амуниции, предназначени за мисията на ООН в Демократична република Конго. Този товар обаче е конфискуван и се смята, че боеприпасите и возилата са били използвани за оборудване на въоръжените сили на Екваториална Гвинея.